# Nitramida
La nitramida, H2NNO2, es un compuesto químico. Derivados del organil mitramida, RNHNO2 se denominan nitroaminas, y son ampliamente utilizados como explosivos: los ejemplos incluyen RDX y HMX.

## Estructura
La molécula de nitramida es esencialmente un grupo de aminas (-NH2) unido a un grupo de nitroglicerina (-NO2). La molécula nitramida es reportada de que no son planas en la fase gaseosa, pero plana en la fase cristalina.

## Síntesis
En la síntesis original de Thiele y Lachman de la nitramida participan la hidrólisis del nitrocarbamato de potasio:
K2(O2NNCO2) + 2H2SO4 → O2NNH2 + CO2 + 2KHSO4

Otras vías de la nitramida incluyen la hidrólisis del ácido nitrocarbámico,
O2NNHCO2H → O2NNH2 + CO2
reacción del sulfamato de sodio con ácido nítrico,
Na(SO3NH2) + HNO3 → O2NNH2 + NaHSO4
y la reacción del pentóxido de dinitrógeno con dos equivalentes de amoníaco.
N2O5 + 2NH3 → O2NNH2 + NH4NO3

## Nitramida orgánica
También llamados nitraminas, los nitruros orgánicos son explosivos importantes. Se preparan por nitrólisis de hexametilentetramina. 

The organic nitramide RDX is a widely used explosive.